# Transformers Animated: The Game
Transformers Animated: The Game est un jeu vidéo d'action développé par Artificial Mind and Movement et édité par Activision, sorti en 2008 sur Nintendo DS.
Il est basé sur la série animée Transformers: Animated.

## Voix françaises
- Patrick Borg : Optimus Prime
- Marc Alfos : Megatron
- Cédric Dumond : Bumblebee
- Martial Le Minoux : Ratchet et Blitzwing
- David Krüger : Prowl et Lugnut
- Antoine Tomé : Bulkhead, Ultra Magnus et Shockwave
- Véronique Picciotto : Sari Sundac et Teletraan 1